# Red Wing Shoes
Red Wing Shoes (Red Wing Shoe Company, LLC) est une entreprise américaine de fabrication de chaussures basée à Red Wing, Minnesota. Elle fut fondée par Charles H. Beckman en 1905.
Dans les 10 ans suivant sa création, Red Wing Shoes produisait plus de 200 000 paires de bottes par an. Elle était la principale entreprise à fabriquer des chaussures pour les soldats américains combattant durant la Première Guerre mondiale. Red Wing Shoes a poursuivi sa tradition de production de chaussures de combat en fabriquant des bottes pour les soldats américains pendant la Seconde Guerre mondiale.

## Produits

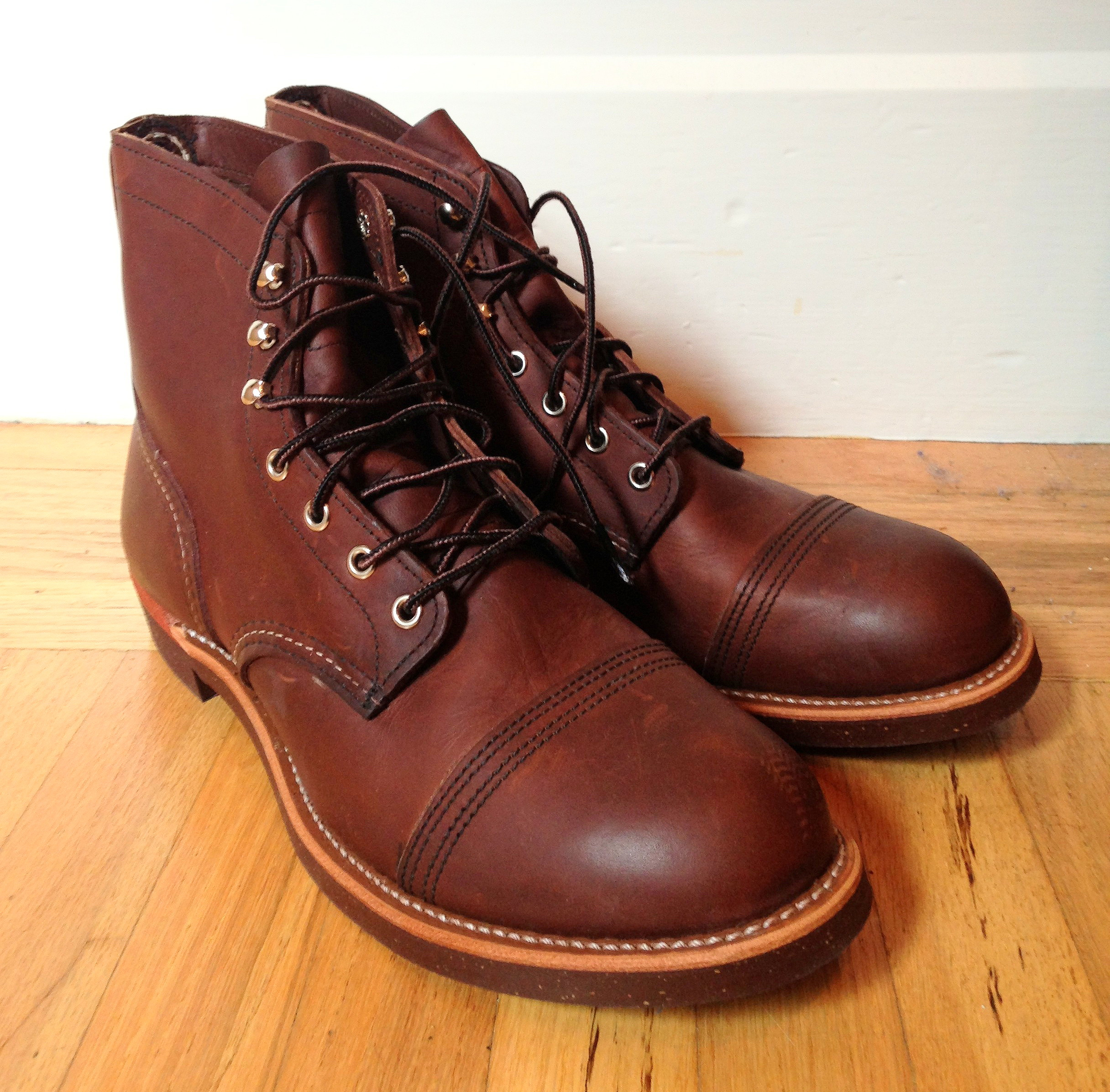
Red Wing Iron Rangers.

Bien que Red Wing Shoes soit connu principalement pour ses bottes en cuir destinées aux travaux lourds, l'entreprise a élargi ces dernières années sa gamme pour inclure des chaussures de travail de style athlétique et des chaussures conçues pour des applications professionnelles spécifiques (telles que des chaussures antidérapantes conçues pour l'industrie des services et des bottes idéales pour l'industrie minière qui utilisent une protection métatarsienne). L'entreprise produit des Oxfords, des chukkas, des chaussures de randonnée et des modèles pour bûcherons, ainsi que des bottes de travail de 6 et 8 pouces. Bien que Red Wing se concentre sur les bottes de travail, en 2008, Red Wing Shoes a ajouté un catalogue Heritage et a également expérimenté avec des chaussures plus orientées vers la mode. Depuis quelques années la société a également multiplié les collaborations avec des marques de prêt-à-porter comme Beams, Concept ou des personnalités comme Ted Williams, Chez Gerry 1958 ou Hiroshi Fujiwara.

## Fabrication

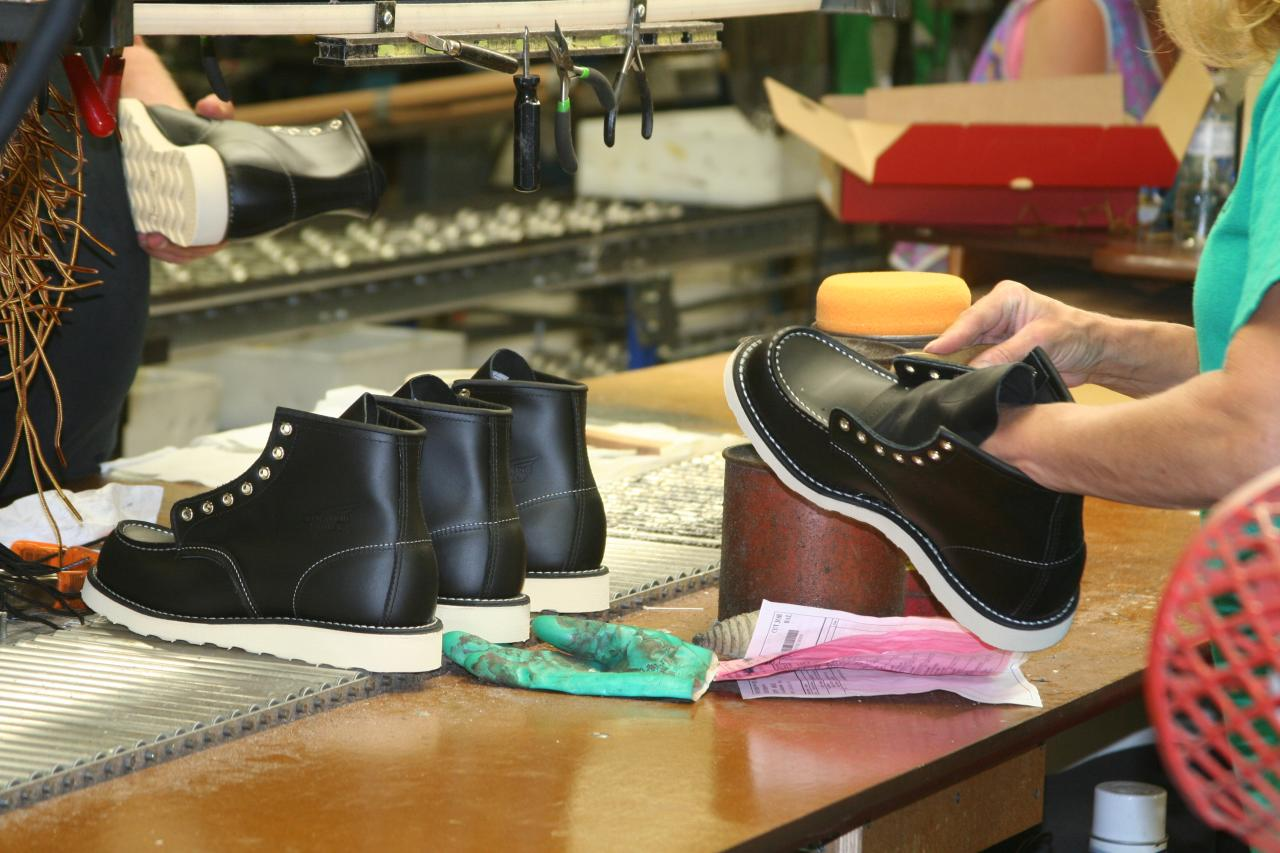
Bottines fabriquées dans une usine de Red Wing Shoes aux États-Unis.

Red Wing fabrique principalement ses chaussures à la main aux États-Unis avec des matériaux américains dans les usines de la société à Red Wing, au Minnesota, Potosi dans le Missouri et Danville dans le Kentucky.
En 2014, il existait six origines de fabrication pour les chaussures Red Wing :
- entièrement fabriquée aux États-Unis
- fabriquée aux États-Unis avec des matériaux importés
- assemblée aux États-Unis avec des composants importés
- fabriquée en Chine
- fabriquée en Corée
- fabriquée au Vietnam

En plus de fabriquer des chaussures sous leur propre nom, Red Wing Shoes fabrique également des chaussures sous les marques Irish Setter Boots, Vasque, Carhartt (arrêtée en 2011) et Worx. Afin de se conformer aux normes ASTM F 2413-11 et MI/75 C/75 pour l'impact et la compression, Red Wing Shoes fabrique bon nombre de ses modèles avec des protections de sécurité pour orteils en acier, non métalliques et en aluminium. Elle propose des options de résistante à la perforation qui répondent la norme ASTM F 2413-11. Red Wing Shoes produit également des chaussures dissipatrices d'électricité statique afin de contrôler la quantité de décharge électrique du corps et les risques électriques. Ceci afin de fournir une protection supplémentaire contre le contact accidentel avec des objets alimentés en électricité.

## Problèmes de sécurité
En 2013, Red Wing Shoes a rappelé plus de 114 000 paires de bottes à embout d'acier en raison de couvre-pieds défectueux qui pouvaient ne pas protéger les pieds des porteurs de chaussures.

## Logo alternatif
Le nom de l'entreprise est clairement en rapport avec son lieu de fondation : la ville de Red Wing dans le Minnesota. Cependant les magasins dans et autour de l'État du Michigan écrivent le nom du magasin dans la même police que celle utilisée par l'équipe de hockey des Red Wings de Détroit et présentent une aile très similaire au logo de la "roue ailée" de l'équipe de hockey, la roue en moins.

## Voir également
- St. James Hotel (Red Wing, Minnesota) : hôtel appartenant à Red Wing Shoes
- Engineer Boots
- West Coast Shoes Company